# Dan broja pi
Dan broja pi je godišnja proslava kojom se obilježava matematička konstanta π (pi). Dan broja pi obdržava se 14. ožujka (ili 3/14 po američkom zapisu datuma mjesec/dan) jer su 3, 1 i 4 tri najznačajnije znamenke broja π u decimalnom zapisu. Zastupnički dom SAD-a podupro je 2009. godine obilježavanje Dana broja pi.
Pi je spojio i dva najpoznatija genija 20. i 21. stoljeća; naime,
na ovaj se poseban dan rodio Albert Einstein, a umro Stephen Hawking.
Dan aproksimacije broja pi obdržava se 22. srpnja (ili 22/7 po zapisu datuma dan/mjesec) jer je razlomak 22⁄7 uobičajena aproksimacija broja π.

## Povijest
Najraniju poznatu službenu ili veću proslavu Dana broja pi organizirao je 1988. godine Larry Shaw u sanfranciskanskom Exploratoriumu, gdje je Shaw radio kao fizičar, pri čemu su osoblje i javnost marširali oko jednog od muzejskih kružnih prostora nakon čega su konzumirali voćne pite. Exploratorium i dalje slavi Dan broja pi.
Zastupnički dom SAD-a donio je 12. ožujka 2009. godine neobvezujuću rezoluciju (HRES 224), kojom je 14. ožujka 2009. prepoznat kao Nacionalni dan broja pi.
Za Dan broja pi 2010. Google je u čast proslave ovog praznika predstavio svoj doodle s riječju Google prekrivenom crtežima krugova i simbolima broja pi.

## Održavanje
Dan broja pi obdržava se na mnogo načina, uključujući jedenje pite, gađanje pitama i raspravljanje o značaju broja π. Neke škole drže natjecanja u tome koji će se učenik moći prisjetiti broja pi s najviše decimalnih mjesta.
Massachusetts Institute of Technology (MIT) budućim studentima često šalje pisma s odlukom o prijavi da bi ona pristigla na Dan broja pi. Od 2012. godine MIT objavljuje da će ove odluke postaviti (privatno) na mreži na Dan broja pi točno u 6.28 poslijepodne, u vrijeme koje nazivaju "vremenom tau", radi jednaka odavanja počasti brojevima pi i tau.
Grad Princeton u New Jerseyju ugošćuje mnoge događaje u jednoj zajedničkoj proslava Dana broja pi i rođendana Alberta Einsteina, koji također pada 14. ožujka. Einstein je živio u Princetonu više od dvadeset godina dok je radio na Institutu za napredni studij. Osim jedenja pita i recitatorskih natjecanja ondje se održava i godišnje natjecanje u prerušavanju u Einsteina.

## Više informacija
- Dan mola
- Dan kvadratna korijena
- sekvencijalno vrijeme

## Vanjske poveznice
- (engl.) mrežno mjesto Dana broja pi pri Exploratoriumu
- (engl.) NPR-ov video "Pi Rap"
- (engl.) Dan broja pi
- (engl.) Pi Day: How to Celebrate 3.14